# 马来西亚首要媒体贺岁专辑
马来西亚首要媒体贺岁专辑是由马来西亚的首要媒体旗下的中文电视台八度空间、One FM和NTV7 (现为八度空间、WowShop和Eight FM) 所制作的农历新年中文贺岁专辑。

## 发展历史
2008年，Astro和威扬集团（星乐娱乐集团前身）所发行的第一张在马来西亚的电视台贺岁专辑《快乐到鼠大团圆》因为已经受到大众的青睐和销售量更高，因此首要媒体旗下的其中一个华语电视台八度空间（当时NTV7没参与，One FM未创立）在2008年发行了他们的第一张贺岁专辑叫《八面威风全星颂》，由EMI 百代唱片负责发行。其中CD包含了7首他们演唱的经典贺岁歌曲和伴唱带，VCD则附送了两支专辑里面的MV。之后他们和环宇娱乐推出了改版的CD+DVD版本名叫《8TV HAPPY CHINESE NEW YEAR》，和原版不一样的是改版添加了一首由八度空间艺人演绎的全新的经典贺岁歌曲《贺新年》和推出其他歌曲的完整版MV以外（包括百代发行版里面VCD的两支MV，除了《新年颂》并没有拍摄MV），封面更推出双封面兼大封包造型（也可当吊饰、海报和文件夹使用），而参与拍摄封面照的只有6人，即许亮宇、吴家润、叶俊岑、庄惟翔、郭晓薇和陈慧恬（其中有些许歌曲里头亦有其他歌手参与）。这张贺岁专辑是一张翻唱的贺岁专辑，里头翻唱的贺岁歌曲居多，并无原创。之后，吕俊梁受邀其为八度空间在2010年的贺岁歌曲创作原创主打。而在同一年，One FM正式成立，因此和NTV7一起决定以合作的方式发行贺岁专辑，也邀请到了刚好为八度空间写主打歌的吕俊梁过来，也顺便创作他们的贺岁主打歌。此时，吕俊梁刚好正编写Astro、988、M-Girls等人的歌，在完成后就紧接为两个电视台做出主打歌。
2010年，八度空间发行《八面威风全星颂 2010》，和上一张贺岁专辑比起多了吕俊梁的贺岁主打歌，受到了更大的热烈反应。此外，NTV7和One FM也同时和天龙国际娱乐子公司橘子音乐连同多媒体娱乐发行了《气势万千威虎年》，但里头除了吕俊梁的主打《有情新年》以外，里头还有一首主打《气势万千》改编自八大巨星在2008年的作品《百福临门满人间》。
2011年，因为两者同时发行贺岁专辑的销售量都不错，因此NTV7和One FM决定加入八度空间贺岁专辑的行列，组成组合178并发行首张178贺岁专辑《阖家团圆一起发》。而这张专辑是由小凤凤（童欣）担当制作人。这张专辑里头的歌也广为流传，如《团圆饭》已经受到了更多人的关注和传唱，使178的熟悉度越来越高。此外，这张专辑的销售量也是受到更多人的热捧。
2012年，178再度发行了《阖家团圆一起发》，和上一张虽然是同名但里头的歌是不一样的（专辑封面还在“阖家团圆一起发”的后面写上了2012）。这张专辑由姚乙担当制作人。邓智彰在2012年为Astro写了《开心过年》，也同时也为178写了一首贺岁歌曲《一团和气》。这首歌的广传度非常高。
2013年，178决定不再和发行公司合作，自资发行贺岁专辑。这张贺岁专辑也是和前两张贺岁专辑同名，只是在名字后面加上2013。这张贺岁专辑属于非卖品，免费附送给公众。而发行公司同时间也发行了《阖家团圆一起发2011+2012精选》，里头就有了178在2011年和2012年的原版专辑，并无对歌曲进行篡改。
2014年，178再度发行贺岁专辑，这次178不再用一样的名字，改名为《意气风发庆团圆》。这张贺岁专辑和上一张一样，都是没有销售，是免费附送的。同年年底，178决定在2015年发行一个吉祥物。经过首要媒体讨论后，已经接受在来临的2015年发行吉祥物。
2015年，178发行了组合的第五张贺岁专辑《样样都好 Very Goat》。这张专辑和前两张不同的是，这次已经和大众书局维持多年的合作，回归以前的贺岁专辑在各大地方贩卖的状态。除了唱片行，其余指定大众书局分行都有销售这张贺岁专辑，并同时间发行了这一年贺岁专辑的吉祥物玩偶和其周边产品。但这张贺岁专辑收录的都是2011到2015年的历年贺岁主打。但2015年的贺岁主打被网民热轰这是没有农历新年传统的原创贺岁歌曲，甚至还说邓智彰为Astro写的贺岁歌曲比178的好听。这也让178在2015年的贺岁歌曲充满争议，但销售量还是不错的。
2016年，178发行了第六张贺岁专辑《满吉 Go Lucky》，曲调偏向好玩、调皮音乐曲风。虽然也是发行了比上一年更多的周边产品，但主打歌和去年一样，也是照样被网民热轰是没有新年传统的原创贺岁歌曲。
2017年，178发行了他们组合的最后一张贺岁专辑《一起发过肥年》。这次他们邀请了林明祯合作，发行了更多周边产品，但这首主打依然和前两张一样，也是照样被网民热轰是没有新年传统的原创贺岁歌曲。同年，One FM决定以后的贺岁专辑不再和NTV7和八度空间合作，也代表了178已经决裂。首要媒体高层正在开拍2018年贺岁专辑的主打歌MV，也因此声称这是一张拥有传统气息的贺岁专辑。
2018年，八度空间和NTV7发行了《GOGO 旺得福》。这张贺岁主打歌以“美好的时光”为主轴，由陈彦珲老师制作、瑞业老师作词及马嘉轩老师作曲。同时间这首歌也受到了更多网民的热捧，声称这首歌已经回归了传统气息，MV也不再像之前那样，只是在电脑特效前拍摄。这次自从One FM不再和他们合作后，他们并发行了一首贺岁单曲《聚心年》，而这首贺岁歌曲同时也收录在这张专辑里。这张专辑的销售量在大众书局的一些分行比Astro贺岁专辑的销售量更低（不包括吉隆坡分行）。
2019年，因NTV7转型的关系，八度空间回到了2009年独自发行贺岁专辑的状态。八度空间在这一年，因为是猪年的关系，加上有许多马来同胞已经渐渐喜欢上八度空间的贺岁歌曲，为了避免侵犯他人宗教，因此在这张贺岁专辑《诸事大吉颂 Happy》的同名主打里头，并没有太多关于猪字的字眼。这首贺岁歌曲回归到了温情状态，主题概念围绕在“送礼”，强调了“礼轻情意重”的传统观念，因此被网民声称这是一首值得一听的贺岁歌曲，获得热捧。One FM也是在不再合作的第二年发行了贺岁单曲《新年嘟嘟好》，但这首贺岁歌曲并无收录在《诸事大吉颂 Happy》贺岁专辑里头。同年，罗忆诗开始为八度空间艺人歌手创作了贺岁主打并制作这首贺岁歌曲《笑笑力量大》。
2020年，NTV7再度转型后，八度空间决定再和NTV7合作，发行了《鼠来宝　笑笑力量大》的贺岁专辑。这张贺岁主打歌《笑笑力量大》使用轻电子中国舞曲风，被网民声称比去年的还不够好，更多人声称他们也是喜欢去年的八度空间贺岁主打。同年，One FM也发行了他们的第三首贺岁单曲《快乐数不清》，同时再度收录至《鼠来宝笑笑力量大》贺岁专辑，而这张贺岁专辑除了收录了《笑笑力量大》罗忆诗独唱的版本以外，还特别收录了电视剧《春天花花花啦啦！》和电视电影《春天花啦花啦啦！》的原声带。
2021年，八度空间和WowShop在三年之后，和one FM再度合体发行了贺岁专辑《牛来运转满利满力Home》。而且这首歌也是罗忆诗继《笑笑力量大》之后，为八度空间写的第二首贺岁歌曲。而且她除了担当这首歌的词曲作者和制作人以外也担任了演唱者。并且也有两位网红和马来西亚知名男组合Fuying & Sam合作演唱。而这张贺岁专辑除了推出CD+DVD，也有推出USB版本。而CD+DVD贺岁专辑是随购买玩偶才会附送。这张贺岁专辑则收录了《满利满力 Home》和《好运Cow过来》以外，也收录了电视剧《爱的约定》主题曲《Fly To The Sky》。而CD版本的歌词则是扫描QR二维码提供。
2022年，八度空間、WowShop和8FM（前身為One FM）合倂之後在2021年10月尾宣布錄製新年單曲《Yoohoo向前走》。2021年12月8日的推介礼正式推介了2022年新春活动主题为《虎助虎爱 Yoohoo 向前走！ 》，而吉祥物“Yoohoo”也正式曝光。贺岁专辑则收录了2首歌曲，并且只推出CD版本，随购买玩偶附送；MV除了会在Youtube播映以外，也在贺岁专辑的CD提供QR二维码，供扫描观赏MV和打印歌词本之用。这张贺岁专辑收录了有16位新春大使合唱的主题曲《Yoohoo向前走》之外，也收录了电视剧《恭喜发财》的主题曲——《美好时光》，由剧中4位演员森竣、陈子颖、盛天俊和李伟燊演唱。
2023年，八度空间、WowShop和8FM合倂之後在2022年9月尾宣布錄製新年單曲《活力满分 Love You兔》。2022年11月30日，配合2023年癸卯兔年的来临，首要媒体推出新春活动《活力满分Love You兔》，并宣布推出兔年贺岁专辑，收录新春大使合唱的同名主题曲《活力满分Love You兔》，以及一首由八度空间新闻主播重新演唱的《团圆饭2023》。苏进川指这是一首大家都熟悉的贺岁曲，因此希望听众不要拿新版和旧版相比。

## 贺岁专辑/单曲

### 贺岁专辑
| 年份 | 生肖 | 专辑名称                        | 主题曲                                     | 参与电视台/电台                     | 发行公司                           | 专辑歌曲 |
| ---- | ---- | ------------------------------- | ------------------------------------------ | ----------------------------------- | ---------------------------------- | --- |
| 2008 | 鼠   | 8面威风全星颂 2008              | 8TV Happy Chinese New Year                 | 八度空间                            | Monkey Bone、EMI 百代唱片          | CD（专辑的CD版也有附送这一张专辑另外7首歌曲的伴唱带） 1. 恭喜恭喜 2. 迎春花 3. 拜年 4. 大地回春 5. 新年好 6. 春风吻上我的脸 7. 新年颂 8. 恭喜恭喜（伴唱版） 9. 迎春花（伴唱版） 10. 拜年（伴唱版） 11. 大地回春（伴唱版） 12. 新年好（伴唱版） 13. 春风吻上我的脸（伴唱版） 14. 新年颂（伴唱版） VCD 1. 恭喜恭喜 2. 春风吻上我的脸                              |
| 2009 | 牛   | 8面威风全星颂 2009              | 8TV Happy Chinese New Year                 | 八度空间                            | PMP环宇娱乐                        | CD 1. 贺新年 2. 恭喜恭喜 3. 迎春花 4. 拜年 5. 大地回春 6. 新年好 7. 春风吻上我的脸 8. 新年颂 DVD 1. 贺新年 2. 新年好 3. 拜年 4. 大地回春 5. 恭喜恭喜 6. 迎春花 7. 春风吻上我的脸 |
| 2010 | 虎   | 8面威风全星颂 2010              | 歡喜迎新年 （页面存档备份，存于）          | 八度空间                            | PMP环宇娱乐                        | CD+DVD 1. 快乐年 2. 乐开怀 3. 欢喜迎新年（主题曲） 4. 春之晨 5. 喜悦 （页面存档备份，存于）（第二主打歌） 6. 恭喜大家过新年 7. 大家恭喜 8. 乒砰乓 9. 迎春花 10. 数红包 |
| 2010 | 虎   | 气势万千威虎年                  | 有情新年 （页面存档备份，存于）            | NTV7、One FM                        | 橘子音乐、天龙国际娱乐、多媒体娱乐 | CD+VCD+DVD 1. 有情新年 2. 气势万千（改编自八大巨星《百福临门满人间》） 3. 一年胜一年 4. 恭喜恭喜+富贵花开迎新年+春风吻上我的脸 5. 爆竹一声大地春 6. 喜庆新年乐（改编自高枫《大中国》，原唱M-Girls） 7. 过大年 8. 新年有缘（福建） 9. 新年辣辣 Song 10. 财神到                                                                                                   |
| 2011 | 兔   | 阖家团圆一起发                  | 团圆饭 （页面存档备份，存于）              | 八度空间、NTV7、One FM              | PMP环宇娱乐                        | CD+VCD+DVD（限量版为CD+DVD） 1. 团圆饭（主题曲）（全员） 2. 快乐178 3. 桃花朵朵开（one fm） 4. 彩色新年 （页面存档备份，存于）（第二主打歌）（八度空间） 5. 圆圆满满（NTV7 媒人帮主题曲） 6. 春花齐放 7. 四海欢腾迎新年 8. 一年胜一年+新春好预兆（NTV7） 9. 财神老爷下凡了（八度空间） 10. 鞠躬行礼来拜年                                                       |
| 2012 | 龙   | 阖家团圆一起发2012              | 一团和气 （页面存档备份，存于）            | 八度空间、NTV7、One FM              | PMP环宇娱乐                        | CD+VCD+DVD（限量版为CD+DVD） 1. 一团和气（主题曲） 2. 小小心意 （页面存档备份，存于）（第二主打歌）（八度空间） 3. 全家福 （NTV7 哈比全家福主题曲） 4. 幸福佳节 5. 保庇（福建，改编自T-ara《Bo Peep Bo Peep》，原唱王彩桦） 6. 我们看见了春风（八度空间） 7. 红红热闹闹 8. 新年快乐 9. 数红包+春天来了 10. 人逢喜事精神爽                                       |
| 2013 | 蛇   | 阖家团圆一起发2013              | 新年好心情好 （页面存档备份，存于）        | 八度空间、NTV7、One FM              | 自资发行，非卖品                   | DVD 1. 新年好心情好（主题曲） 2. 聚宝盆 |
| 2014 | 马   | 意气风发庆团圆2014              | 开心最重要 （页面存档备份，存于）          | 八度空间、NTV7、One FM              | 自资发行，非卖品                   | CD 1. 开心最重要（主题曲） 2. 贺岁组曲：团圆饭+全家福+快乐178+欢喜迎新年+人逢喜事精神爽 DVD 1. 开心最重要（主题曲） |
| 2015 | 羊   | 样样都好 Very Goat              | 样样都好 Very Goat （页面存档备份，存于）  | 八度空间、NTV7、One FM              | CD RAMA、GSB SUMMIT CD             | CD 1. 样样都好 Very Good（主题曲） 2. 财神到——One FM 3. 恭喜大家过新年——NTV7 4. 过一个大肥年——八度空间 5. 开心最重要 6. 新年好心情好 7. 聚宝盆 8. 贺岁组曲 DVD 1. 样样都好 Very Good（主题曲） 2. 开心最重要 3. 新年好心情好 4. 聚宝盆 |
| 2016 | 猴   | 满吉 Go Lucky                   | 满吉 Go Lucky （页面存档备份，存于）       | 八度空间、NTV7、One FM              | CD RAMA、GSB SUMMIT CD             | CD 1. 满吉 Go Lucky（主题曲） 2. 在一起就好 3. 家的味道 4. 开心回家 5. 欢乐年年 6. 财神老爷下凡了 DVD 1. 满吉 Go Lucky（主题曲） 2. 在一起就好 |
| 2017 | 鸡   | 一起发过肥年                    | 一起發过肥年 （页面存档备份，存于）        | 八度空间、NTV7、One FM              | CD RAMA、GSB SUMMIT CD             | CD 1. 一起发过肥年（主题曲） 2. 快乐约定（林明祯） （页面存档备份，存于）（第二主打歌） 3. 新年好好玩 （One FM）（第三主打歌） 4. 游龙戏凤 5. 今年会更好 DVD 1. 一起发过肥年（主题曲） 2. 快乐约定（林明祯）（第二主打歌） 3. 新年好好玩（One FM）（第三主打歌）                                                                                                |
| 2018 | 狗   | GOGO 旺得福                     | GoGo 旺得福 （页面存档备份，存于）         | 八度空间、NTV7                      | CD RAMA、GSB SUMMIT CD             | CD 1. GOGO 旺得福（主题曲） 2. 春天花啦啦！ 3. 噼哩PARA新年啦（改编自郭富城《Para Para Sakura》） 4. 团圆饭（EDM版本） 5. 旺旺年 6. 聚心年——One FM DVD 1. GOGO 旺得福（主题曲） |
| 2019 | 猪   | 诸事大吉颂 Happy                | 诸事大吉颂 Happy （页面存档备份，存于）    | 八度空间                            | CD RAMA、GSB SUMMIT CD             | CD+DVD 1. 诸事大吉颂 Happy（主题曲） 2. 回家的车票 （页面存档备份，存于） 3. 相聚好时光 （页面存档备份，存于） 4. 春天花啦啦！2019（新年电视剧贺岁专辑） 5. 新年嘟嘟好 |
| 2020 | 鼠   | 鼠来宝 笑笑力量大               | 笑笑力量大 （页面存档备份，存于）          | 八度空间、NTV7                      | CD RAMA、GSB SUMMIT CD             | CD 1. 笑笑力量大（主题曲） 2. 笑笑力量大（罗忆诗独唱Unplugged版本） 3. 快乐数不清——One FM 4. 春天花花花啦啦！ 5. 幸福兑现 6. 与钱同行 7. 为你照亮 8. 哎唷 I Love You 9. 花啦啦！有你刚刚好 10. 叫我歌神（改编自八度空间群星《诸事大吉颂 Happy》） 11. 我爱着你 12. Wish You Know DVD 1. 笑笑力量大（主题曲） 2. 花啦啦！有你刚刚好 3. 我爱着你 4. Wish You Know |
| 2021 | 牛   | 牛来运转 满利满力 Home          | 满利满力 Home （页面存档备份，存于）       | 八度空间、One FM、WowShop           | CD RAMA、GSB SUMMIT CD             | CD+USB 1. 满利满力 Home（主题曲） 2. 好运 Cow 过来 3. Fly To The Sky（盛天俊/许亮宇） DVD+MV 1. 满利满力 Home（主题曲） 2. 好运Cow过来 |
| 2022 | 虎   | 虎助虎爱 Yoohoo向前走           | Yoohoo向前走                               | 八度空间、8FM、WowShop              | CD RAMA、GSB SUMMIT CD             | CD 1. Yoohoo向前走（主题曲） 2. 美好时光 |
| 2023 | 兔   | 活力滿分 Love You兔             | 活力滿分 Love You兔 （页面存档备份，存于） | 八度空间、8FM、Tonton、WowShop      | CD RAMA、GSB SUMMIT CD             | CD 1. 活力满分 Love You兔（主题曲） 2. 团圆饭 2023 （八度空间新闻主播） |
| 2024 | 龙   | 好运来靠拢Happy龙龙Time         | 八度空间 Happy龙龙Time                     | 八度空间、Eight FM、Tonton、WowShop | CD RAMA、GSB SUMMIT CD             | CD+USB+MV 1. Happy龙龙Time（主题曲） 2. 有你真好 3. 一家齊團圓 4. 夕陽紅 |
| 2025 | 蛇   | 蛇全蛇美 Hoseh Liao (新歌+精選) | 蛇全蛇美Hoseh Liao                         | 八度空间、Eight FM、Tonton、WowShop | CD RAMA、GSB SUMMIT CD             | CD+DVD+USB+MV 1. 蛇全蛇美 Hoseh Liao (主题曲) 2. Happy 龙龙 Time 3. 活力满分 Love You 兔 4. Yoohoo 向前走 5. 满利满力 Home 6. 团圆饭 2023 7. 有你真好 8. 好运 Cow 过来 9. 一家齊團圓 2.0 10. 美好时光 11. Fly To The Sky 12. 1,2,3 GO 13. 恭喜恭喜新年來團圓 14. 夕陽紅                                                                                         |

### 贺岁单曲（未收录在实体专辑）
| 年份 | 生肖 | 歌曲名称           | 主题曲             | 参与电视台/电台                     | 演唱歌手                                                                          | 备注                                 |
| ---- | ---- | ------------------ | ------------------ | ----------------------------------- | --------------------------------------------------------------------------------- | ------------------------------------ |
| 2019 | 猪   | 新年嘟嘟好         | 新年嘟嘟好         | One FM                              | One FM DJ                                                                         |                                      |
| 2024 | 龙   | 有你真好           | 有你真好           | 八度空间、Eight FM、Tonton、WowShop | 叶剑锋/王菁忆/谢承伟/陈慧恬/魏少泷/萧心韵/黄诗琦/罗辰昱/蔡瀞萱/黄侯升/美好/彭诩越 | 收录于《好运来靠拢 Happy 龙龙 Time》 |
| 2024 | 龙   | 一家齐团圆         | 一家齐团圆         | 八度空间、Eight FM、Tonton、WowShop | 陈子颖/萧心韵/庄群施/萧孝杰                                                       | 《明星真人秀》电视剧主题曲           |
| 2024 | 龙   | 夕陽紅             |                    | 八度空间、Eight FM、Tonton、WowShop | 黄诗琦                                                                            | 《龙妈精神》电视电影主题曲           |
| 2025 | 蛇   | 蛇全蛇美Hoseh Liao | 蛇全蛇美Hoseh Liao | 八度空间、Eight FM、Tonton、WowShop | 首要媒体新春大使                                                                  |                                      |

## 翻唱

### 被歌手翻唱的主打歌

#### 吕俊梁部分
2010年，吕俊梁在《欢喜迎新年》发布后，写了一首英文版的《Happy CNY》。这首歌的时长比《欢喜迎新年》的还要短。直到2015年，M-Girls正式翻唱这首《Happy CNY》的完整版并收录至《新春佳期》贺岁专辑中。2021年，中文版《欢喜迎新年》再度翻唱，而翻唱的歌手阿妮正好也是M-Girls成员。这也是M-Girls翻唱《Happy CNY》的五年后，再度翻唱中文版。
除此之外，他在2011年推出的《凑凑热闹闹 Remix》也翻唱了为八度空间、NTV7和One FM写的主打。
2018年，同时间巧千金也翻唱了吕俊梁在2011年为八度空间创作的《彩色新年》，收录至《满满丰盛》贺岁专辑。
2020年，M-Girls成员阿妮连同巧千金成员Miko一起翻唱了吕俊梁在2010年为NTV7和One FM的贺岁主打《有情新年》并和《财神老爷下凡了》组成组曲，除了歌词有小小变动外，其余歌词没有更改（歌词本里头和MV并无提及这是吕俊梁的作品）。和吕俊梁不同，他的《凑凑热闹闹 Remix》里头，翻唱的《有情新年》的Chorus有了更改。

#### 其他部分
2017年，巧千金翻唱了2011年178贺岁专辑《阖家团圆一起发》的主打歌《团圆饭》，收录至《春风得意》贺岁专辑。而《团圆饭》这首歌正好在2018年同时间被陈颖恩和《看见你的声音》选手一度翻唱并改编成EDM版本，收录至八度空间和NTV7《GOGO 旺得福》贺岁专辑里头。之后在2023年，八度空间的新闻主播为了庆祝《团圆饭》这首歌已经发行了13年，因此重新改编翻唱，收录在《活力满分 Love You 兔》贺岁专辑。

### 被电视台翻唱的主打歌
2009年，锺盛忠发行了《鼓声咚咚》专辑，里头的其中一首歌曲《红红热闹闹》被178翻唱并收录至《阖家团圆一起发2012》里头。除此之外，这首歌也被唱片公司音乐连线的童星一直传唱。过后2022年再被林必媜翻唱，收录在《万事都如愿》贺岁专辑。之后2024年，锺盛忠再度演绎他这首歌曲，率领锺晓玉和其侄女娃娃合唱，收录在《帅气漂亮发大财》贺岁专辑。2025年，阿妮、黄铭德和尾尾翻唱《红红热闹闹》，收录在《一家大小热闹闹》贺岁专辑。